# Canzonetta (ansamblu)
Canzonetta este un ansamblu vocal-instrumental înființat în anul 1994 de actuala conducătoare și dirijoare a ansamblului, Ingeborg Acker. Ansamblul este compus din elevi ai liceelor Johannes Honterus din Brașov.

## Istoric
Ansamblul a fost înfiinițat în anul 1994 de către Ingeborg Acker, fiind la început un cor de copii, la care ulterior s-a adăugat acompaniament instrumental, în special Blockflote și percuție.

## Instrumente și repertoriu
În prezent, ansamblul instrumental este format din flaut dulce (sopranino, sopran, alt, tenor și bas), instrumente Orff (Xilofon, Metalofon, joc de clopoței și alte instrumente de percuție), chitara bas și pian.
Ansamblul are un repertoriu foarte larg: de la muzica sacră a Evului Mediu la muzica contemporană, la sonate ale barocului și a preclasicismului la muzica spirituală, Gospel, dar și muzica din folclorul altor țări.

## Activitate
Ansamblul a susținut concerte în mai multe orașe din România, precum și turnee în Germania, Austria și Elveția. Anumite concerte au fost înregistrate pe CD și ansamblul a avut apariții la TVR în cadrul emisiunii în limba germană.